# Remparts de Thouars
Les remparts de Thouars sont des fortifications situées autour de Thouars dans le département français des Deux-Sèvres.

## Histoire
Érigés à la fin du XIIe ou au début du XIIIe siècle pour protéger la ville et notamment le château des vicomtes de Thouars, ces remparts étaient dotés de 37, 44 ou 58 tours de défense selon les sources.

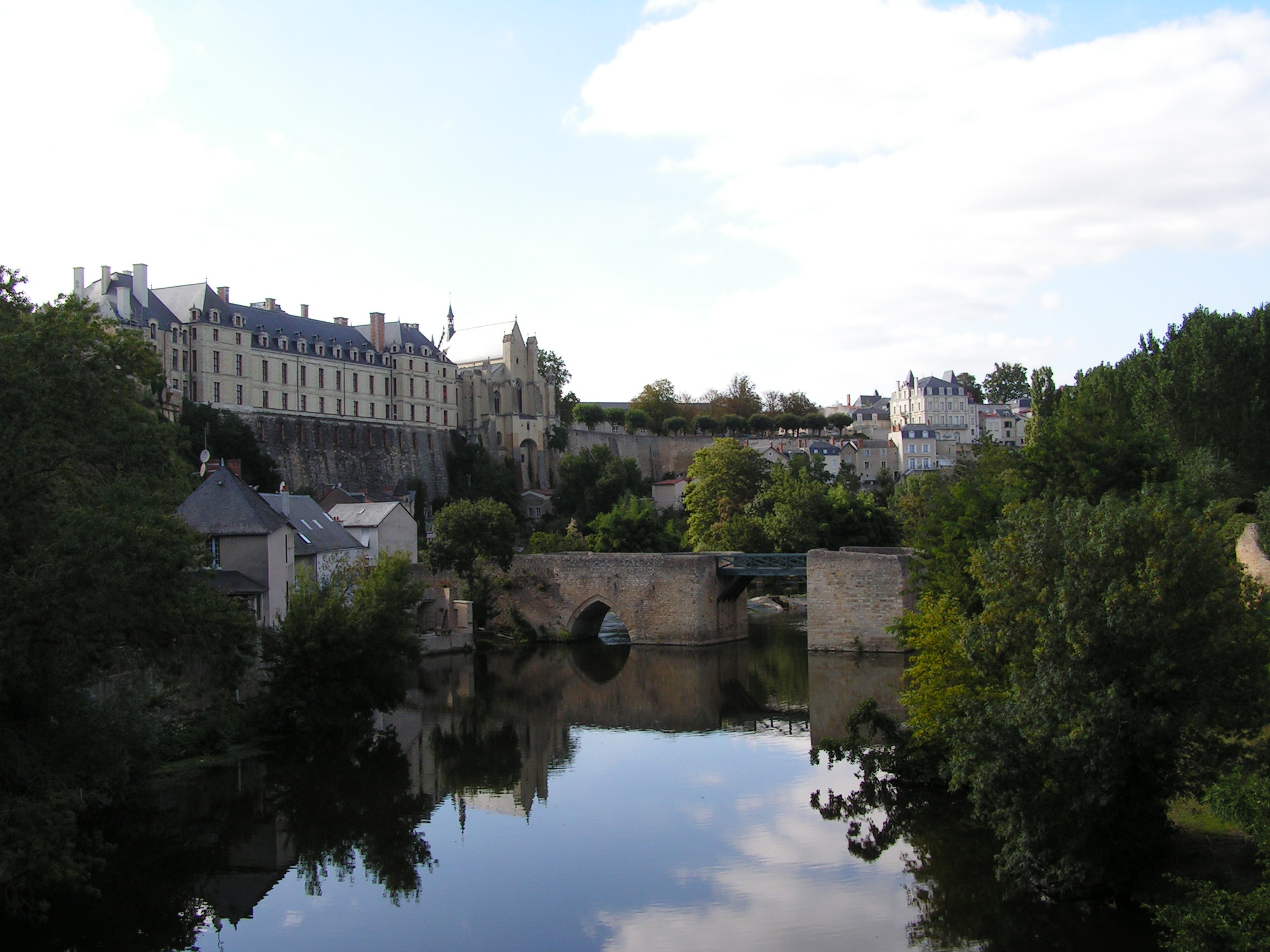
Château des ducs de la Trémoïlle et sa chapelle surplombant le Thouet et le pont des Chouans.

À l'époque, deux portes principales permettent l'accès à la cité : la tour Porte au Prévost au nord et la tour du Prince-de-Galles au sud. À l'ouest de la ville, en sus du Thouet qui offrait une défense naturelle, se trouvait la porte de Chavanne (aujourd'hui détruite mais renommée la porte de Paris). 
Également daté du XIIIe siècle, un pont permettait de relier Thouars à Saint-Jean-de-Thouars par l'est. Ce pont est fortifié au XVe siècle et complété par une tour-porte en son centre nommée la porte Maillot. Tour-à-tour appelé pont Saint-Jean puis pont-neuf, l'édifice est finalement renommé « pont des Chouans » à la suite du passage des armées vendéennes lors de la bataille de Thouars de mai 1793.
En plus des remparts, des fossés contribuaient aux défenses de la ville. Le principal fossé, situé au sud, mesurait 25 mètres de large et 5 mètres de profondeur.

### De nos jours
Les remparts de Thouars sont classés au titre des monuments historiques depuis le 25 mars 1943.
En 2018, des fouilles archéologiques ont permis de découvrir des restes humains au pied des anciens remparts. Ces corps, datés aux environs du XVIIe siècle, semblent avoir un lien avec l'ancien hospice situé au niveau de l'actuel bâtiment des bains-douches de Thouars.

## Galerie

Différentes photographies des fortifications thouarsaises :
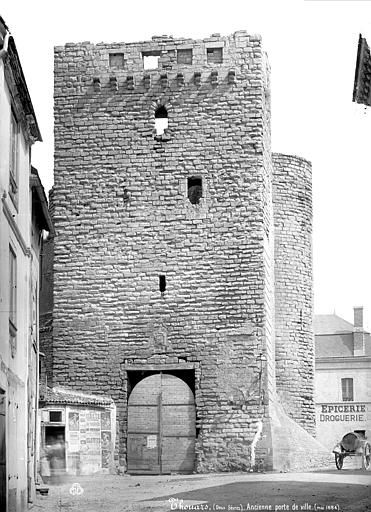
Tour Porte au Prévost, ancienne entrée principale située au nord de la ville (photo de 1884).
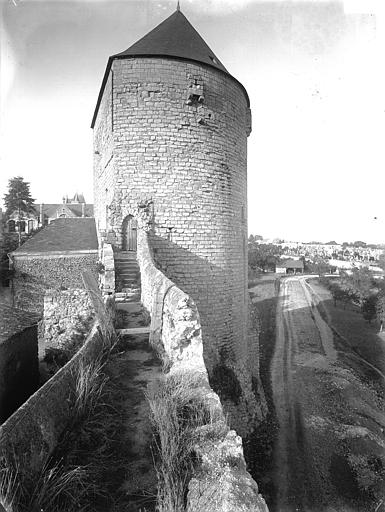
Tour du Prince-de-Galles, ancienne tour-porte pour accéder au sud de la ville (photo de 1919).
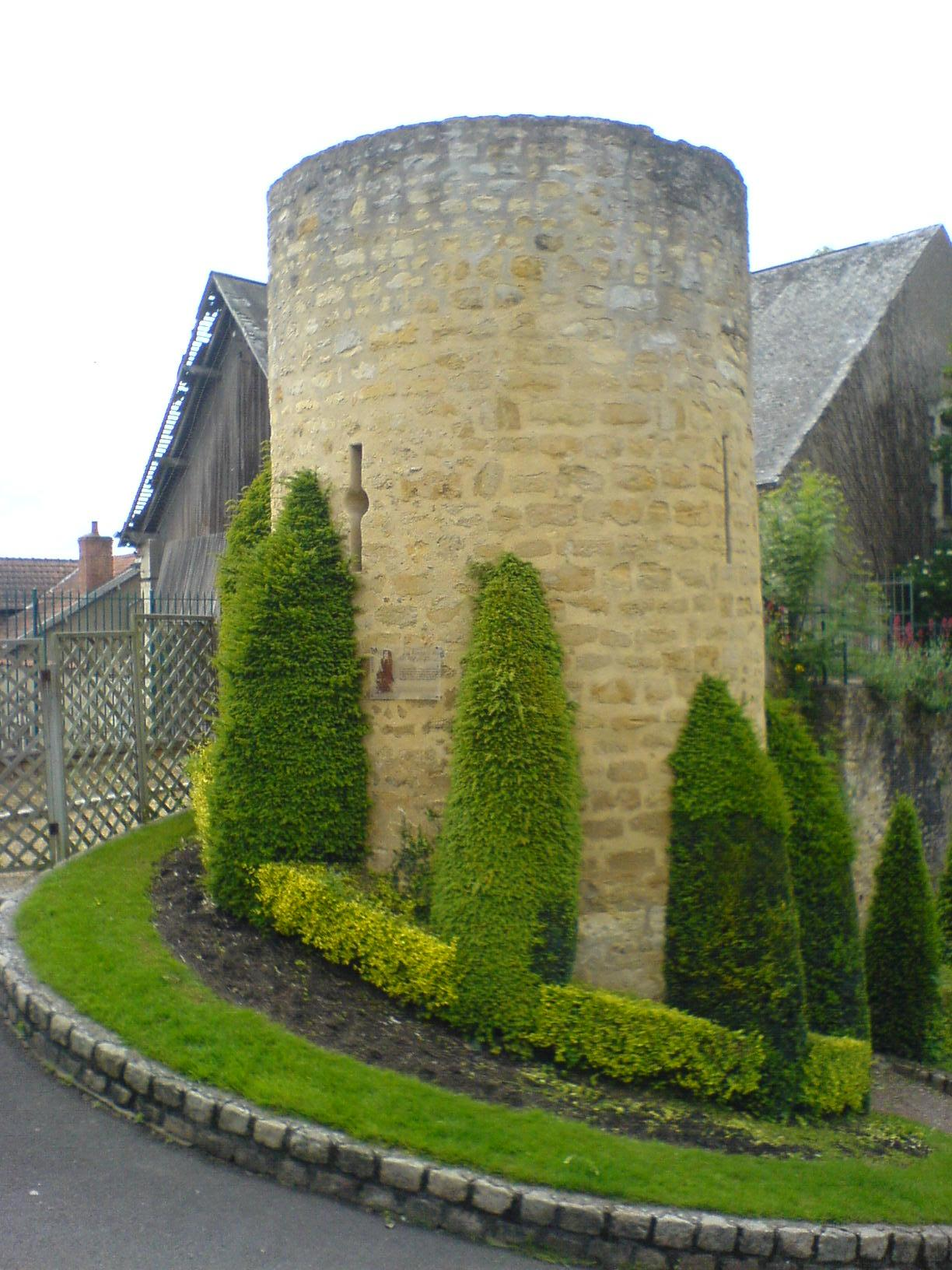
L'une des tours du parc Imbert en 2007 (du nom de l'historien Hugues Imbert).
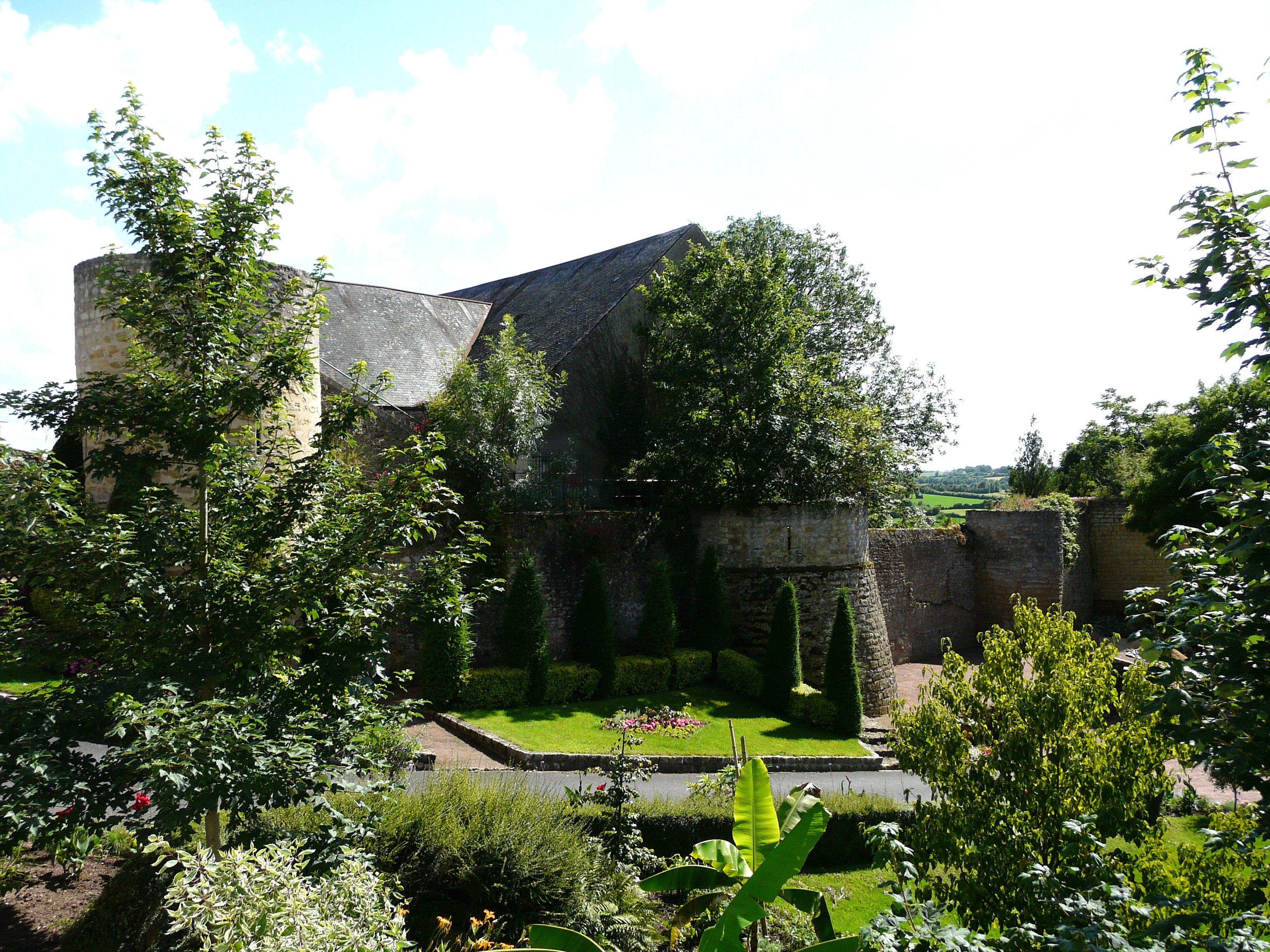
Aperçu des remparts au parc Imbert en 2008 (à l'ouest de la ville).
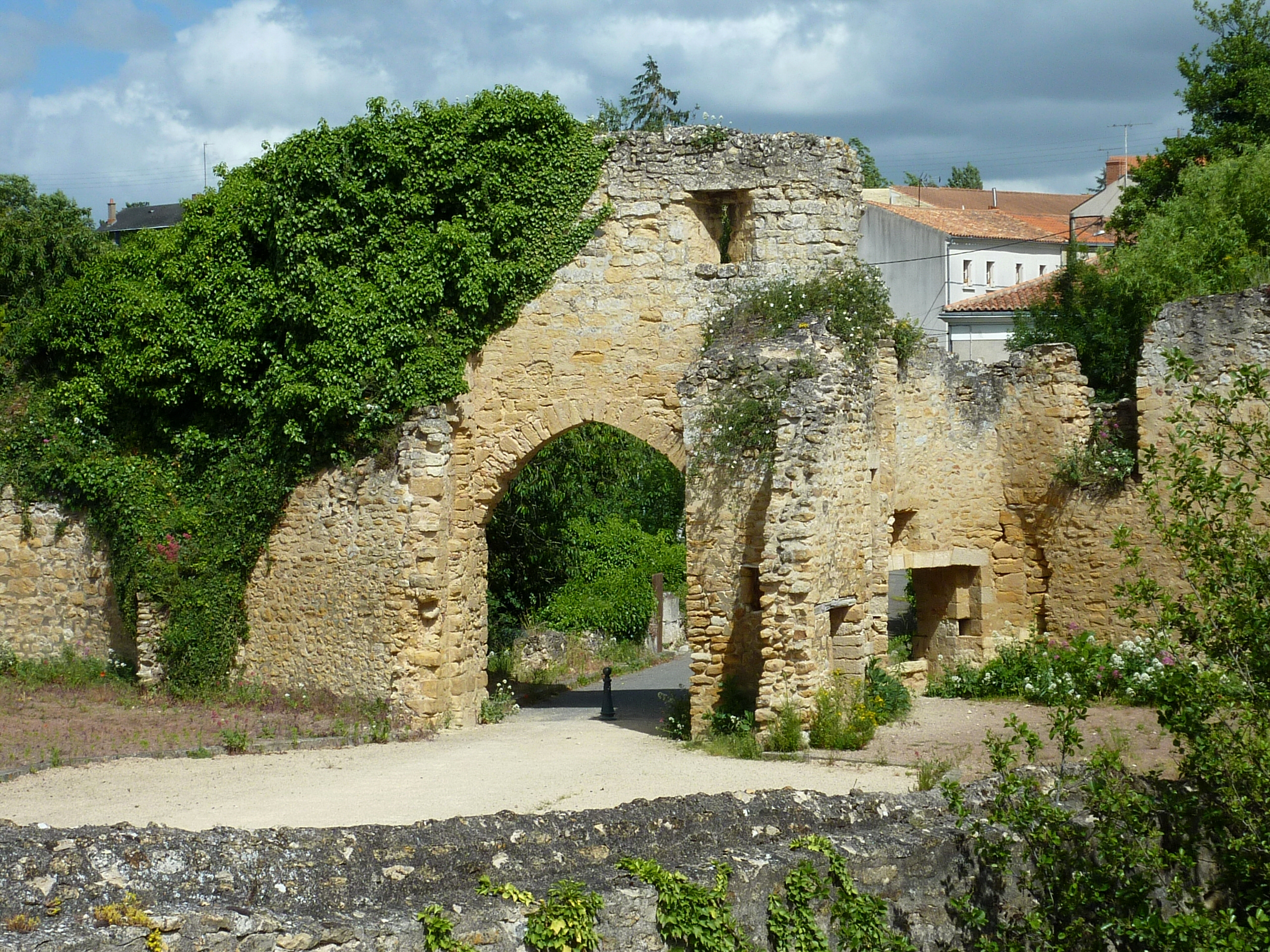
La porte Maillot et les vestiges de la barbacane du pont des Chouans (photo de 2012).